# Кубок Лихтенштейна по футболу 2008/2009
Кубок Лихтенштейна по футболу 2008/09 (нем. Liechtensteiner Cup 2008/09) — 64-й сезон ежегодного футбольного соревнования в Лихтенштейне. Победитель кубка квалифицируется в квалификационный раунд Лиги Европы УЕФА 2009/10. Обладателем кубка в 38-й раз в своей истории стал Вадуц.

## Первый раунд
В первом раунде участвовали 14 команд. Матчи состоялись 26, 27 и 28 августа 2008 года.
| Хозяева         | Счёт | Гости          |
| --------------- | ---- | -------------- |
| Вадуц III       | 1:8  | Бальцерс II    |
| Тризен          | 3:4  | Эшен-Маурен II |
| Эшен-Маурен III | 0:6  | Вадуц II       |
| Тризенберг II   | 5:0  | Бальцерс III   |
| Тризен III      | 1:5  | Шан II Аццурри |
| Тризен II       | 0:2  | Руггелль II    |

## Второй раунд
Во втором раунде участвуют 8 команд. Матчи состоялись 17 и 19 сентября 2008 года.
| Хозяева       | Счёт | Гости          |
| ------------- | ---- | -------------- |
| Тризенберг II | 1:6  | Шан II Аццурри |
| Вадуц II      | 3:0  | Эшен-Маурен II |
| Руггелль II   | 1:12 | Шан            |
| Тризенберг    | 2:5  | Бальцерс II    |

## 1/4 финала
В 1/4 финала участвуют 8 команд. Матчи состоялись 21, 22, 28 и 29 октября 2008 года.
| Хозяева        | Счёт | Гости       |
| -------------- | ---- | ----------- |
| Руггелль       | 0:5  | Эшен-Маурен |
| Бальцерс II    | 0:8  | Вадуц       |
| Шан II Аццурри | 0:1  | Бальцерс    |
| Вадуц II       | 0:8  | Шан         |

## 1/2 финала
В 1/2 финала участвуют 4 команды. Матчи состоялись 28 и 29 апреля 2009 года.
| Хозяева  | Счёт | Гости       |
| -------- | ---- | ----------- |
| Шан      | 0:5  | Эшен-Маурен |
| Бальцерс | 0:5  | Вадуц       |

## Финал
Финал состоялся 21 мая 2009 года на стадионе Райнпарк в Вадуце.
| Хозяева | Счёт | Гости       |
| ------- | ---- | ----------- |
| Вадуц   | 2:1  | Эшен-Маурен |